# ITF Women's Circuit ottobre-dicembre 2011
L'ITF Women's Circuit 2011 è stata una serie di tornei gestita dall'organo internazionale del tennis, l'ITF. Lo scopo di questi tornei è quello di permettere, in particolare alle giovani tenniste, di migliorare la loro classifica per giocare in tornei più importanti. L'ITF Women's Circuit comprende tornei che hanno montepremi che vanno dai 10.000 ai 100.000 dollari.

## Ottobre
| Settimana  | Torneo | Vincitori                                                                                         | Finalisti                                       | Semifinalisti                                  | Eliminati ai quarti                                                                  |
| ---------- | --- | ------------------------------------------------------------------------------------------------- | ----------------------------------------------- | ---------------------------------------------- | ------------------------------------------------------------------------------------ |
| 3 ottobre  | Women's Pro Tennis Classic 2011 Kansas City, USA Cemento $50 000 Singolare – Doppio                                | Varvara Lepchenko 6–4, 6–1                                                                        | Romina Oprandi                                  | Ajla Tomljanović Jamie Hampton                 | Ol'ga Pučkova Gabriela Paz Madison Brengle Mónica Puig                               |
| 3 ottobre  | Women's Pro Tennis Classic 2011 Kansas City, USA Cemento $50 000 Singolare – Doppio                                | Maria Abramović Eva Hrdinová 2–6, 6–2, [10–4]                                                     | Jamie Hampton Ajla Tomljanović                  | Ajla Tomljanović Jamie Hampton                 | Ol'ga Pučkova Gabriela Paz Madison Brengle Mónica Puig                               |
| 3 ottobre  | Kofu International Open 2011 Kōfu, Giappone Cemento $50 000 Singolare – Doppio                                     | Chang Kai-chen 6–4, 1–6, 6–4                                                                      | Mandy Minella                                   | Tamarine Tanasugarn Erika Sema                 | Akiko Ōmae Chihiro Takayama Junri Namigata Yurika Sema                               |
| 3 ottobre  | Kofu International Open 2011 Kōfu, Giappone Cemento $50 000 Singolare – Doppio                                     | Chan Chin-wei Hsu Wen-hsin 6–3, 6–4                                                               | Remi Tezuka Akiko Yonemura                      | Tamarine Tanasugarn Erika Sema                 | Akiko Ōmae Chihiro Takayama Junri Namigata Yurika Sema                               |
| 3 ottobre  | Cliffs Esperance Tennis International 2011 Esperance, Australia Cemento $25 000 Singolare – Doppio                 | Casey Dellacqua 6–2, 6–1                                                                          | Olivia Rogowska                                 | Sacha Jones Lena Litvak                        | Lisa Whybourn Xu Yifan Tian Ran Pemra Özgen                                          |
| 3 ottobre  | Cliffs Esperance Tennis International 2011 Esperance, Australia Cemento $25 000 Singolare – Doppio                 | Casey Dellacqua Olivia Rogowska 6–3, 6–2                                                          | Monique Adamczak Sandra Zaniewska               | Sacha Jones Lena Litvak                        | Lisa Whybourn Xu Yifan Tian Ran Pemra Özgen                                          |
| 3 ottobre  | MTS Cup 2011 Erevan, Armenia Terra rossa $25 000 Singolare – Doppio                                                | Julia Cohen 7–6(6), 6–2                                                                           | Andrea Koch-Benvenuto                           | Elizaveta Jančuk Iryna Burjačok                | Lesja Curenko Aleksandrina Najdenova Anastasia Grymalska Ani Amiraghyan              |
| 3 ottobre  | MTS Cup 2011 Erevan, Armenia Terra rossa $25 000 Singolare – Doppio                                                | Tatia Mikadze Sofia Shapatava 6–1, 6–4                                                            | Elizaveta Jančuk Ol'ga Jančuk                   | Elizaveta Jančuk Iryna Burjačok                | Lesja Curenko Aleksandrina Najdenova Anastasia Grymalska Ani Amiraghyan              |
| 3 ottobre  | Salona Open 2011 Salona, Croazia Terra rossa $10 000 Singolare – Doppio                                            | Dijana Banoveć 7–5, 7–5                                                                           | Zuzana Zlochová                                 | Ivana Klepić Lucia Butkovská                   | Karin Morgošová Tjaša Šrimpf Anja Prislan Martina Borecká                            |
| 3 ottobre  | Salona Open 2011 Salona, Croazia Terra rossa $10 000 Singolare – Doppio                                            | Martina Borecká Petra Krejsová 3–6, 6–4, [10–3]                                                   | Karin Morgošová Lenka Tvarošková                | Ivana Klepić Lucia Butkovská                   | Karin Morgošová Tjaša Šrimpf Anja Prislan Martina Borecká                            |
| 3 ottobre  | ITF Women's Circuit Settimo San Pietro 2011 Settimo San Pietro, Italia Terra rossa $10 000 Singolare – Doppio      | Anne Schäfer 3–6, 6–3, 7–6(3)                                                                     | Federica di Sarra                               | Erika Zanchetta Sabrina Baumgarten             | Elena Bertoia Benedetta Davato Martina Caregaro Andreea Văideanu                     |
| 3 ottobre  | ITF Women's Circuit Settimo San Pietro 2011 Settimo San Pietro, Italia Terra rossa $10 000 Singolare – Doppio      | Carolin Daniels Laura Schäder 7–5, 6–4                                                            | Federica di Sarra Alice Savoretti               | Erika Zanchetta Sabrina Baumgarten             | Elena Bertoia Benedetta Davato Martina Caregaro Andreea Văideanu                     |
| 3 ottobre  | ITF Women's Circuit Pirot 2011 Pirot, Serbia Terra rossa $10 000 Singolare – Doppio                                | Natalija Kostić 6–3, 6–3                                                                          | Jovana Jakšić                                   | Jelena Lazarević Saška Gavrilovska             | Dejana Radanović Klaudia Boczová Emma Flood Dalia Zafirova                           |
| 3 ottobre  | ITF Women's Circuit Pirot 2011 Pirot, Serbia Terra rossa $10 000 Singolare – Doppio                                | Csilla Argyelán Dalia Zafirova 6–2, 6–2                                                           | Jelena Lazarević Ana Mihaela Vladutu            | Jelena Lazarević Saška Gavrilovska             | Dejana Radanović Klaudia Boczová Emma Flood Dalia Zafirova                           |
| 3 ottobre  | Open Internacional Femenino Brezo Osuna 2011 Madrid, Spagna Cemento $10 000 Singolare – Doppio                     | Marina Giral Lores 4–6, 6–4, 6–4                                                                  | Nuria Parrizas Díaz                             | Vanesa Furlanetto Charlène Seateun             | Lucía Cervera-Vázquez Isabel Rapisarda-Calvo Stefania Fadabini Carolina Prats-Millán |
| 3 ottobre  | Open Internacional Femenino Brezo Osuna 2011 Madrid, Spagna Cemento $10 000 Singolare – Doppio                     | Kim Grajdek Justyna Jegiołka 6–3, 6–3                                                             | Vanesa Furlanetto Aranza Salut                  | Vanesa Furlanetto Charlène Seateun             | Lucía Cervera-Vázquez Isabel Rapisarda-Calvo Stefania Fadabini Carolina Prats-Millán |
| 3 ottobre  | GD Tennis Cup 20 2011 Antalya, Turchia Terra rossa $10 000 Singolare – Doppio                                      | Julia Mayr 6–1, 6–3                                                                               | Evelyn Mayr                                     | Alice Balducci Agnese Zucchini                 | Francesca Stephenson Zuzana Zálabská Hilda Melander Angelica Moratelli               |
| 3 ottobre  | GD Tennis Cup 20 2011 Antalya, Turchia Terra rossa $10 000 Singolare – Doppio                                      | Evelyn Mayr Julia Mayr 7–6(5), 6–0                                                                | Anouk Tigu Bernice van de Velde                 | Alice Balducci Agnese Zucchini                 | Francesca Stephenson Zuzana Zálabská Hilda Melander Angelica Moratelli               |
| 3 ottobre  | Kingsmill Resort Tournament 2011 Williamsburg, USA Terra rossa $10 000 Singolare – Doppio                          | Danielle Rose Collins 6–1, 6–3                                                                    | Nika Kucharčuk                                  | Lenka Broošová Victoria Duval                  | Vasilisa Bardina Eleanor Peters Anastasia Kharchenko Veronica Corning                |
| 3 ottobre  | Kingsmill Resort Tournament 2011 Williamsburg, USA Terra rossa $10 000 Singolare – Doppio                          | Brittany Augustine Elizabeth Lumpkin 6–3, 6–4                                                     | Sylvia Kosakowski Cristina Stancu               | Lenka Broošová Victoria Duval                  | Vasilisa Bardina Eleanor Peters Anastasia Kharchenko Veronica Corning                |
| 3 ottobre  | Garuda Indonesia Championships Palembang 2011 Palembang, Indonesia Cemento $25 000 Singolare – Doppio              | Iryna Brémond 6–2, 6–3                                                                            | Ayu-Fani Damayanti                              | Luksika Kumkhum Varatchaya Wongteanchai        | Lavinia Tananta Chanel Simmonds Tamaryn Hendler Nudnida Luangnam                     |
| 3 ottobre  | Garuda Indonesia Championships Palembang 2011 Palembang, Indonesia Cemento $25 000 Singolare – Doppio              | Tamaryn Hendler Chanel Simmonds 6–4, 6–2                                                          | Ayu-Fani Damayanti Jessy Rompies                | Luksika Kumkhum Varatchaya Wongteanchai        | Lavinia Tananta Chanel Simmonds Tamaryn Hendler Nudnida Luangnam                     |
| 3 ottobre  | Izida Cup 2011 Dobrič, Bulgaria Terra rossa $25 000 Singolare – Doppio                                             | Elica Kostova 7–6(6), 6–2                                                                         | Elena Bogdan                                    | Catalina Pella Mihaela Buzărnescu              | Dia Evtimova Giulia Gatto-Monticone Isabella Šinikova Cristina Dinu                  |
| 3 ottobre  | Izida Cup 2011 Dobrič, Bulgaria Terra rossa $25 000 Singolare – Doppio                                             | Diana Marcu Andreea Mitu 4–6, 6–3, [10–6]                                                         | Laura-Ioana Andrei Cristina Dinu                | Catalina Pella Mihaela Buzărnescu              | Dia Evtimova Giulia Gatto-Monticone Isabella Šinikova Cristina Dinu                  |
| 3 ottobre  | Circuito Feminino de Tênis do Estado de São Paulo 3 2011 San Paolo, Brasile Terra rossa $10 000 Singolare – Doppio | Paula Cristina Gonçalves 6–2, 6–3                                                                 | Bárbara Luz                                     | Maria Fernanda Alves Nathalia Rossi            | Cecilia Costa Melgar Carla Lucero Nathaly Kurata Flávia Guimarães Bueno              |
| 3 ottobre  | Circuito Feminino de Tênis do Estado de São Paulo 3 2011 San Paolo, Brasile Terra rossa $10 000 Singolare – Doppio | Maria Fernanda Alves Gabriela Cé 6–2, 6–4                                                         | Flávia Dechandt Araújo Paula Cristina Gonçalves | Maria Fernanda Alves Nathalia Rossi            | Cecilia Costa Melgar Carla Lucero Nathaly Kurata Flávia Guimarães Bueno              |
| 10 ottobre | Open GDF SUEZ de Touraine 2011 Joué-lès-Tours, Francia Cemento $50 000 Singolare – Doppio                          | Alison Riske 2–6, 6–2, 7–5                                                                        | Akgul Amanmuradova                              | Aleksandra Panova Michaëlla Krajicek           | Kiki Bertens Al'ona Bondarenko Julie Coin Andrea Hlaváčková                          |
| 10 ottobre | Open GDF SUEZ de Touraine 2011 Joué-lès-Tours, Francia Cemento $50 000 Singolare – Doppio                          | Ljudmyla Kičenok Nadežda Kičenok 6–2, 6–0                                                         | Eirini Georgatou Irena Pavlović                 | Aleksandra Panova Michaëlla Krajicek           | Kiki Bertens Al'ona Bondarenko Julie Coin Andrea Hlaváčková                          |
| 10 ottobre | USTA Tennis Classic of Troy 2011 Troy (Alabama), USA Cemento $50 000 Singolare – Doppio                            | Romina Oprandi 6–1, 6–2                                                                           | Varvara Lepchenko                               | Ol'ga Pučkova Sesil Karatančeva                | Shelby Rogers Chichi Scholl Grace Min Elena Bovina                                   |
| 10 ottobre | USTA Tennis Classic of Troy 2011 Troy (Alabama), USA Cemento $50 000 Singolare – Doppio                            | Elena Bovina Valerija Savinych 7–6(6), 6–3                                                        | Varvara Lepchenko Mashona Washington            | Ol'ga Pučkova Sesil Karatančeva                | Shelby Rogers Chichi Scholl Grace Min Elena Bovina                                   |
| 10 ottobre | Gold Fields St Ives Tennis International 2011 Kalgoorlie, Australia Cemento $25 000 Singolare – Doppio             | Casey Dellacqua 6–2, 6–2                                                                          | Monique Adamczak                                | Bojana Bobusic Xu Yifan                        | Melanie South Sandra Zaniewska Stephanie Bengson Olivia Rogowska                     |
| 10 ottobre | Gold Fields St Ives Tennis International 2011 Kalgoorlie, Australia Cemento $25 000 Singolare – Doppio             | Casey Dellacqua Olivia Rogowska 6–1, 6–1                                                          | Xu Yifan Zhang Kailin                           | Bojana Bobusic Xu Yifan                        | Melanie South Sandra Zaniewska Stephanie Bengson Olivia Rogowska                     |
| 10 ottobre | Torneo Internacional de Tenis Sant Cugat 2011 Sant Cugat del Vallès, Spagna Terra rossa $25 000 Singolare – Doppio | Réka-Luca Jani 6–4, 6–2                                                                           | Margalita Chakhnašvili                          | Bianca Botto Jana Čepelová                     | Annalisa Bona Estrella Cabeza Candela Tereza Mrdeža Garbiñe Muguruza Blanco          |
| 10 ottobre | Torneo Internacional de Tenis Sant Cugat 2011 Sant Cugat del Vallès, Spagna Terra rossa $25 000 Singolare – Doppio | Jana Čepelová Katarzyna Piter 6–3, 2–6, [10–6]                                                    | Leticia Costas Moreira Inés Ferrer Suárez       | Bianca Botto Jana Čepelová                     | Annalisa Bona Estrella Cabeza Candela Tereza Mrdeža Garbiñe Muguruza Blanco          |
| 10 ottobre | ITF Women's Circuit Yerevan 2011 Erevan, Armenia Terra rossa $10 000 Singolare – Doppio                            | Anna Schmiedlová 6–4, 6–3                                                                         | Tatia Mikadze                                   | Anastasija Vasyl'jeva Ol'ga Jančuk             | Anastasia Grymalska Vaszilisza Bulgakova Ani Amiraghyan Elizaveta Jančuk             |
| 10 ottobre | ITF Women's Circuit Yerevan 2011 Erevan, Armenia Terra rossa $10 000 Singolare – Doppio                            | Anastasia Grymalska Anastasija Vasyl'jeva 6–3, 6–3                                                | Ani Amiraghyan Tatia Mikadze                    | Anastasija Vasyl'jeva Ol'ga Jančuk             | Anastasia Grymalska Vaszilisza Bulgakova Ani Amiraghyan Elizaveta Jančuk             |
| 10 ottobre | Bluesun Bol Ladies Open 2 2011 Vallo della Brazza, Croazia Terra rossa $10 000 Singolare – Doppio                  | Karla Popović 6–2, 6(0)–7, 7–5                                                                    | Iva Mekoveč                                     | Dejana Raickovic Matea Ćurić                   | Indire Akiki Ema Mikulčić Morgane Pons Karin Morgošová                               |
| 10 ottobre | Bluesun Bol Ladies Open 2 2011 Vallo della Brazza, Croazia Terra rossa $10 000 Singolare – Doppio                  | Karin Morgošová Lenka Tvarošková 6–2, 6–0                                                         | Morgane Pons Alice Tisset                       | Dejana Raickovic Matea Ćurić                   | Indire Akiki Ema Mikulčić Morgane Pons Karin Morgošová                               |
| 10 ottobre | Torneo Internazionale Femminile Città di Cagliari 2011 Cagliari, Italia Terra rossa $10 000 Singolare – Doppio     | Aljaksandra Sasnovič 6–4, 6–3                                                                     | Anne Schäfer                                    | Claudia Giovine Martina Caregaro               | Carolin Daniels Sara Savarise Erika Zanchetta Andreea Văideanu                       |
| 10 ottobre | Torneo Internazionale Femminile Città di Cagliari 2011 Cagliari, Italia Terra rossa $10 000 Singolare – Doppio     | Giulia Gabba Alice Savoretti 6–4, 6–4                                                             | Valeria Podda Jade Schoelink                    | Claudia Giovine Martina Caregaro               | Carolin Daniels Sara Savarise Erika Zanchetta Andreea Văideanu                       |
| 10 ottobre | GD Tennis Cup 21 2011 Antalya, Turchia Terra rossa $10 000 Singolare – Doppio                                      | Agnese Zucchini 6–0, rit.                                                                         | Ana Bogdan                                      | Alice Balducci Evelyn Mayr                     | Laura-Ioana Andrei Csilla Borsányi Jasmin Steinherr Julia Mayr                       |
| 10 ottobre | GD Tennis Cup 21 2011 Antalya, Turchia Terra rossa $10 000 Singolare – Doppio                                      | Tutti gli incontri di doppio sono stati cancellati a causa delle cattive condizioni atmosferiche. |                                                 | Alice Balducci Evelyn Mayr                     | Laura-Ioana Andrei Csilla Borsányi Jasmin Steinherr Julia Mayr                       |
| 10 ottobre | Circuito Itaú de Tênis Feminino 2 2011 San Paolo, Brasile Terra rossa $10 000 Singolare – Doppio                   | Carolina Zeballos 6–4, 6–4                                                                        | Maria Fernanda Alves                            | Cecilia Costa Melgar Carla Lucero              | Victoria Bosio Daiana Negreanu Flávia Guimarães Bueno Bárbara Luz                    |
| 10 ottobre | Circuito Itaú de Tênis Feminino 2 2011 San Paolo, Brasile Terra rossa $10 000 Singolare – Doppio                   | Maria Fernanda Alves Karina Venditti 6–2, 6–4                                                     | Gabriela Cé Cecilia Costa Melgar                | Cecilia Costa Melgar Carla Lucero              | Victoria Bosio Daiana Negreanu Flávia Guimarães Bueno Bárbara Luz                    |
| 10 ottobre | Astana Womens 3 2011 Astana, Kazakistan Cemento $10 000 Singolare – Doppio                                         | Polina Vinogradova 6–3, 6–2                                                                       | Aleksandra Artamonova                           | Bermet Duvanaeva Aleksandra Romanova           | Yelena Nemchen Alena Karpova Anastasija Kljueva Anna Danilina                        |
| 10 ottobre | Astana Womens 3 2011 Astana, Kazakistan Cemento $10 000 Singolare – Doppio                                         | Nikola Franková Polina Rodionova 6–2, 5–7, [10–5]                                                 | Diana Isaeva Elizaveta Nemchinov                | Bermet Duvanaeva Aleksandra Romanova           | Yelena Nemchen Alena Karpova Anastasija Kljueva Anna Danilina                        |
| 17 ottobre | Open GDF SUEZ Région Limousin 2011 Limoges, Francia Cemento $50 000 Singolare – Doppio                             | Sorana Cîrstea 6–2, 6–2                                                                           | Sofia Arvidsson                                 | Alison Riske Akgul Amanmuradova                | Iryna Brémond Irina Ramialison Michaëlla Krajicek Laura Pous Tió                     |
| 17 ottobre | Open GDF SUEZ Région Limousin 2011 Limoges, Francia Cemento $50 000 Singolare – Doppio                             | Sofia Arvidsson Jill Craybas 6–4, 4–6, [10–7]                                                     | Caroline Garcia Aurélie Védy                    | Alison Riske Akgul Amanmuradova                | Iryna Brémond Irina Ramialison Michaëlla Krajicek Laura Pous Tió                     |
| 17 ottobre | Rock Hill Rocks Open 2011 Rock Hill, USA Cemento $25 000 Singolare – Doppio                                        | Romina Oprandi 7–5, 6–1                                                                           | Grace Min                                       | Danielle Rose Collins Camila Giorgi            | Ajla Tomljanović Krista Hardebeck Sesil Karatančeva Lauren Davis                     |
| 17 ottobre | Rock Hill Rocks Open 2011 Rock Hill, USA Cemento $25 000 Singolare – Doppio                                        | Maria Abramović Roxane Vaisemberg 3–6, 6–3, [10–5]                                                | Madison Brengle Gabriela Paz                    | Danielle Rose Collins Camila Giorgi            | Ajla Tomljanović Krista Hardebeck Sesil Karatančeva Lauren Davis                     |
| 17 ottobre | Samsung Securities Cup 2011 Seul, Corea del Sud Cemento $25 000 Singolare – Doppio                                 | Hsieh Su-wei 6–1, 6–0                                                                             | Yurika Sema                                     | Aiko Nakamura Yoo Mi                           | Kim So-jung Kim Ji-young Hu Yueyue Han Sung-hee                                      |
| 17 ottobre | Samsung Securities Cup 2011 Seul, Corea del Sud Cemento $25 000 Singolare – Doppio                                 | Kang Seo-kyung Kim Na-ri 5–7, 6–1, [10–7]                                                         | Kim Ji-young Yoo Mi                             | Aiko Nakamura Yoo Mi                           | Kim So-jung Kim Ji-young Hu Yueyue Han Sung-hee                                      |
| 17 ottobre | Gosen Cup 2011 Makinohara, Giappone Sintetico $25 000 Singolare – Doppio                                           | Karolína Plíšková 6(5)–7, 6–2, 6–0                                                                | Erika Sema                                      | Junri Namigata Aki Yamasoto                    | Chinami Ogi Shūko Aoyama Qiang Wang Misa Eguchi                                      |
| 17 ottobre | Gosen Cup 2011 Makinohara, Giappone Sintetico $25 000 Singolare – Doppio                                           | Shūko Aoyama Kotomi Takahata 6–2, 7–5                                                             | Junri Namigata Akiko Yonemura                   | Junri Namigata Aki Yamasoto                    | Chinami Ogi Shūko Aoyama Qiang Wang Misa Eguchi                                      |
| 17 ottobre | Governor's Cup Lagos 2011 Lagos, Nigeria Cemento $25 000 Singolare – Doppio                                        | Elina Svitolina 6–4, 6–3                                                                          | Donna Vekić                                     | Nina Bratčikova Anna Floris                    | Danka Kovinić Natasha Fourouclas Conny Perrin Sachia Vickery                         |
| 17 ottobre | Governor's Cup Lagos 2011 Lagos, Nigeria Cemento $25 000 Singolare – Doppio                                        | Nina Bratčikova Melanie Klaffner 7–5, 5–7, [10–6]                                                 | Tadeja Majerič Aleksandrina Najdenova           | Nina Bratčikova Anna Floris                    | Danka Kovinić Natasha Fourouclas Conny Perrin Sachia Vickery                         |
| 17 ottobre | AEGON Pro Series Glasgow 2 2011 Glasgow, Gran Bretagna Cemento $25 000 Singolare – Doppio                          | Claire Feuerstein 6–3, 6–1                                                                        | Yvonne Meusburger                               | Tara Moore Kristina Mladenovic                 | Kristína Kučová Marta Domachowska Stephanie Vogt Ioana Raluca Olaru                  |
| 17 ottobre | AEGON Pro Series Glasgow 2 2011 Glasgow, Gran Bretagna Cemento $25 000 Singolare – Doppio                          | Emma Laine Kristina Mladenovic 6–2, 6–4                                                           | Yvonne Meusburger Stephanie Vogt                | Tara Moore Kristina Mladenovic                 | Kristína Kučová Marta Domachowska Stephanie Vogt Ioana Raluca Olaru                  |
| 17 ottobre | Internacionales de Andalucía Femeninos 2011 Siviglia, Spagna Terra rossa $25 000 Singolare – Doppio                | Réka-Luca Jani 2–6, 6–3, 6–3                                                                      | Estrella Cabeza Candela                         | Eva Fernández-Brugués Lara Arruabarrena-Vecino | Inés Ferrer Suárez Margalita Chakhnašvili Garbiñe Muguruza Blanco Elena Bogdan       |
| 17 ottobre | Internacionales de Andalucía Femeninos 2011 Siviglia, Spagna Terra rossa $25 000 Singolare – Doppio                | Lara Arruabarrena-Vecino Estrella Cabeza Candela 6–4, 6–4                                         | Leticia Costas Moreira Inés Ferrer Suárez       | Eva Fernández-Brugués Lara Arruabarrena-Vecino | Inés Ferrer Suárez Margalita Chakhnašvili Garbiñe Muguruza Blanco Elena Bogdan       |
| 17 ottobre | Dubrovnik Open 2011 Ragusa, Croazia Terra rossa $10 000 Singolare – Doppio                                         | Natalija Kostić 7–6(2), ret.                                                                      | Estelle Guisard                                 | Natalija Ryžonkova Iva Mekoveč                 | Karin Morgošová Tena Lukaš Indire Akiki Martina Kubicíková                           |
| 17 ottobre | Dubrovnik Open 2011 Ragusa, Croazia Terra rossa $10 000 Singolare – Doppio                                         | Gracia Radovanovic Dejana Raickovic 6–1, 7–6(5)                                                   | Vivien Juhászová Martina Kubicíková             | Natalija Ryžonkova Iva Mekoveč                 | Karin Morgošová Tena Lukaš Indire Akiki Martina Kubicíková                           |
| 17 ottobre | GD Tennis Cup 22 2011 Antalya, Turchia Terra rossa $10 000 Singolare – Doppio                                      | Diana Enache 6–4, 6–2                                                                             | Anna-Lena Friedsam                              | Sofia Kvatsabaia Laura-Ioana Andrei            | Jasmin Steinherr Ekaterine Gorgodze Christina Shakovets Ksenija Kirillova            |
| 17 ottobre | GD Tennis Cup 22 2011 Antalya, Turchia Terra rossa $10 000 Singolare – Doppio                                      | Sofia Kvatsabaia Maryna Zanev'ska 6–4, 6–1                                                        | Diana Enache Daniëlle Harmsen                   | Sofia Kvatsabaia Laura-Ioana Andrei            | Jasmin Steinherr Ekaterine Gorgodze Christina Shakovets Ksenija Kirillova            |
| 17 ottobre | ITF Women's Circuit Annaba 2011 Annaba, Algeria Terra rossa $10 000 Singolare – Doppio                             | Alina Wessel 6–3, 6–1                                                                             | Constanza Mecchi                                | Amandine Cazeaux Yassamine Boudjadi            | Linda Mair Marta Morga Alonso Sonia Daggou Kerstin Peckl                             |
| 17 ottobre | ITF Women's Circuit Annaba 2011 Annaba, Algeria Terra rossa $10 000 Singolare – Doppio                             | Amandine Cazeaux Alina Wessel 6–4, 6–3                                                            | Stephanie Hirsch Linda Mair                     | Amandine Cazeaux Yassamine Boudjadi            | Linda Mair Marta Morga Alonso Sonia Daggou Kerstin Peckl                             |
| 17 ottobre | Jamaica Women's ITF Pro Series 2011 Montego Bay, Giamaica Cemento $10 000 Singolare – Doppio                       | Zuzana Zlochová 6–4, 6–3                                                                          | Anamika Bhargava                                | Tereza Hladíková Kateřina Kramperová           | Brittany Augustine Jelena Durišič Federica Grazioso Jeannine Prentner                |
| 17 ottobre | Jamaica Women's ITF Pro Series 2011 Montego Bay, Giamaica Cemento $10 000 Singolare – Doppio                       | Nikola Hübnerová Zuzana Zlochová 6–4, 6–4                                                         | Nicola George Kateřina Kramperová               | Tereza Hladíková Kateřina Kramperová           | Brittany Augustine Jelena Durišič Federica Grazioso Jeannine Prentner                |
| 17 ottobre | Almaty Womens 2 2011 Almaty, Kazakistan Cemento $10 000 Singolare – Doppio                                         | Aleksandra Artamonova 6–4, 2–6, 6–3                                                               | Bermet Duvanaeva                                | Anna Danilina Zalina Khairudinova              | Vlada Ėkšibarova Anna Smolina Polina Rodionova Ekaterina Jašina                      |
| 17 ottobre | Almaty Womens 2 2011 Almaty, Kazakistan Cemento $10 000 Singolare – Doppio                                         | Anna Danilina Kamila Kerimbajeva 6–3, 6–1                                                         | Nikola Franková Zalina Khairudinova             | Anna Danilina Zalina Khairudinova              | Vlada Ėkšibarova Anna Smolina Polina Rodionova Ekaterina Jašina                      |
| 17 ottobre | ITF Women's Circuit Goiania 2011 Goiânia, Brasile Terra rossa $10 000 Singolare – Doppio                           | Maria Fernanda Alves 6–2, 6–4                                                                     | Carla Lucero                                    | Paula Cristina Gonçalves Carolina Zeballos     | Guadalupe Pérez Rojas Flávia Dechandt Araújo Gabriela Cé Karina Venditti             |
| 17 ottobre | ITF Women's Circuit Goiania 2011 Goiânia, Brasile Terra rossa $10 000 Singolare – Doppio                           | Jazmin Britos Carla Lucero 0–6, 6–4, [10–6]                                                       | Maria Fernanda Alves Gabriela Cé                | Paula Cristina Gonçalves Carolina Zeballos     | Guadalupe Pérez Rojas Flávia Dechandt Araújo Gabriela Cé Karina Venditti             |
| 24 ottobre | Internationaux Féminins de la Vienne 2011 Poitiers, Francia Cemento $100 000 Singolare – Doppio                    | Kimiko Date Krumm 7–6(3), 6–4                                                                     | Elena Baltacha                                  | Irena Pavlović Regina Kulikova                 | Mădălina Gojnea Magda Linette Aleksandra Panova Anna Tatišvili                       |
| 24 ottobre | Internationaux Féminins de la Vienne 2011 Poitiers, Francia Cemento $100 000 Singolare – Doppio                    | Alizé Cornet Virginie Razzano 6–3, 6–2                                                            | Marija Kondrat'eva Sophie Lefèvre               | Irena Pavlović Regina Kulikova                 | Mădălina Gojnea Magda Linette Aleksandra Panova Anna Tatišvili                       |
| 24 ottobre | AEGON Pro Series Barnstaple 2011 Barnstaple, Gran Bretagna Cemento $75 000 Singolare – Doppio                      | Anne Keothavong 6–1, 6–3                                                                          | Marta Domachowska                               | Mona Barthel Ekaterina Byčkova                 | Michaëlla Krajicek Stefanie Vögele Maria João Koehler Laura Robson                   |
| 24 ottobre | AEGON Pro Series Barnstaple 2011 Barnstaple, Gran Bretagna Cemento $75 000 Singolare – Doppio                      | Eva Birnerová Anne Keothavong 7–5, 6–1                                                            | Sandra Klemenschits Tatjana Maria               | Mona Barthel Ekaterina Byčkova                 | Michaëlla Krajicek Stefanie Vögele Maria João Koehler Laura Robson                   |
| 24 ottobre | National Bank Challenger Saguenay 2011 Saguenay, Canada Cemento $50 000 Singolare – Doppio                         | Tímea Babos 7–6(7), 6–3                                                                           | Julia Boserup                                   | Mirjana Lučić Alexandra Stevenson              | Amra Sadiković Iryna Burjačok Erin Routliffe Sharon Fichman                          |
| 24 ottobre | National Bank Challenger Saguenay 2011 Saguenay, Canada Cemento $50 000 Singolare – Doppio                         | Tímea Babos Jessica Pegula 6–4, 6–3                                                               | Gabriela Dabrowski Marie-Ève Pelletier          | Mirjana Lučić Alexandra Stevenson              | Amra Sadiković Iryna Burjačok Erin Routliffe Sharon Fichman                          |
| 24 ottobre | Puerto Rico Women's Challenger 2011 Bayamón, Porto Rico Cemento $25 000 Singolare – Doppio                         | Michelle Larcher de Brito 6–3, 6–2                                                                | Mónica Puig                                     | Catalina Castaño Ol'ga Pučkova                 | Ajla Tomljanović Madison Brengle Florencia Molinero Gabriela Paz                     |
| 24 ottobre | Puerto Rico Women's Challenger 2011 Bayamón, Porto Rico Cemento $25 000 Singolare – Doppio                         | Chanel Simmonds Ajla Tomljanović 6–3, 6–1                                                         | Victoria Duval Alexandra Kiick                  | Catalina Castaño Ol'ga Pučkova                 | Ajla Tomljanović Madison Brengle Florencia Molinero Gabriela Paz                     |
| 24 ottobre | Governor's Cup Lagos 2 2011 Lagos, Nigeria Cemento $25 000 Singolare – Doppio                                      | Tamaryn Hendler 6–4, 7–5                                                                          | Donna Vekić                                     | Dalila Jakupovič Elina Svitolina               | Melanie Klaffner Conny Perrin Tadeja Majerič Ksenija Lykina                          |
| 24 ottobre | Governor's Cup Lagos 2 2011 Lagos, Nigeria Cemento $25 000 Singolare – Doppio                                      | Melanie Klaffner Agnes Szatmari 6–0, 6(1)–7, [10–5]                                               | Danka Kovinić Elina Svitolina                   | Dalila Jakupovič Elina Svitolina               | Melanie Klaffner Conny Perrin Tadeja Majerič Ksenija Lykina                          |
| 24 ottobre | Tokyu Harvest Cup 2011 Hamanako, Giappone Sintetico $25 000 Singolare – Doppio                                     | Karolína Plíšková 6–2, 7–6(4)                                                                     | Junri Namigata                                  | Mai Minokoshi Kanae Hisami                     | Akiko Ōmae Erika Takao Shiho Akita Kristýna Plíšková                                 |
| 24 ottobre | Tokyu Harvest Cup 2011 Hamanako, Giappone Sintetico $25 000 Singolare – Doppio                                     | Natsumi Hamamura Ayumi Oka 6–3, 6–3                                                               | Huynh Phuong Dai Trang Varatchaya Wongteanchai  | Mai Minokoshi Kanae Hisami                     | Akiko Ōmae Erika Takao Shiho Akita Kristýna Plíšková                                 |
| 24 ottobre | Freddie Krivine Women's Tournament 2011 Netanya, Israele Cemento $25 000 Singolare – Doppio                        | Dinah Pfizenmaier 7–6(5), 4–6, 6–1                                                                | Çağla Büyükakçay                                | Justyna Jegiołka Julia Glushko                 | Pemra Özgen Deniz Khazaniuk Keren Shlomo Nikola Franková                             |
| 24 ottobre | Freddie Krivine Women's Tournament 2011 Netanya, Israele Cemento $25 000 Singolare – Doppio                        | Çağla Büyükakçay Pemra Özgen 7–5, 6–3                                                             | Nicole Clerico Julia Glushko                    | Justyna Jegiołka Julia Glushko                 | Pemra Özgen Deniz Khazaniuk Keren Shlomo Nikola Franková                             |
| 24 ottobre | Jamnica Babin Kuk 2011 Ragusa, Croazia Terra rossa $10 000 Singolare – Doppio                                      | Martina Caregaro 6–3, 6–3                                                                         | Viktorija Kan                                   | Dejana Raickovic Karla Popović                 | Marija Moch Tjaša Šrimpf Barbora Krejčíková Margarida Moura                          |
| 24 ottobre | Jamnica Babin Kuk 2011 Ragusa, Croazia Terra rossa $10 000 Singolare – Doppio                                      | Viktorija Kan Barbora Krejčíková 7–6(3)< 6–0                                                      | Martina Kubicíková Dalia Zafirova               | Dejana Raickovic Karla Popović                 | Marija Moch Tjaša Šrimpf Barbora Krejčíková Margarida Moura                          |
| 24 ottobre | Djursholm Ladies 2011 Stoccolma, Svezia Cemento $10 000 Singolare – Doppio                                         | Anett Kontaveit 6–4, 6–2                                                                          | Syna Kayser                                     | Clothilde de Bernardi Alice Moroni             | Marion Gaud Lisanne van Riet Eleanor Dean Quirine Lemoine                            |
| 24 ottobre | Djursholm Ladies 2011 Stoccolma, Svezia Cemento $10 000 Singolare – Doppio                                         | Quirine Lemoine Lisanne van Riet 7–5, 6–1                                                         | Eleanor Dean Antonia Lottner                    | Clothilde de Bernardi Alice Moroni             | Marion Gaud Lisanne van Riet Eleanor Dean Quirine Lemoine                            |
| 24 ottobre | GD Tennis Cup 23 2011 Antalya, Turchia Terra rossa $10 000 Singolare – Doppio                                      | Diana Enache 6–1, 6(5)–7, 6–4                                                                     | Maryna Zanev'ska                                | Yvonne Neuwirth Laura-Ioana Andrei             | Viktorija Tomova Lena-Marie Hofmann Ekaterine Gorgodze Alice Balducci                |
| 24 ottobre | GD Tennis Cup 23 2011 Antalya, Turchia Terra rossa $10 000 Singolare – Doppio                                      | Diana Enache Daniëlle Harmsen 6–0, 6–3                                                            | Laura-Ioana Andrei Camelia Hristea              | Yvonne Neuwirth Laura-Ioana Andrei             | Viktorija Tomova Lena-Marie Hofmann Ekaterine Gorgodze Alice Balducci                |
| 24 ottobre | Jamaica Women's ITF Pro Series 2 2011 Montego Bay, Giamaica Cemento $10 000 Singolare – Doppio                     | Kateřina Kramperová 7–6(5), 2–6, 6–1                                                              | Zuzana Zlochová                                 | Tereza Hladíková Elizabeth Ferris              | Eduarda Piai Simona Dobrá Noelle Hickey Anamika Bhargava                             |
| 24 ottobre | Jamaica Women's ITF Pro Series 2 2011 Montego Bay, Giamaica Cemento $10 000 Singolare – Doppio                     | Jennifer Brady Nikola Hübnerová 6–3, 6–1                                                          | Ximena Hermoso Ivette López                     | Tereza Hladíková Elizabeth Ferris              | Eduarda Piai Simona Dobrá Noelle Hickey Anamika Bhargava                             |
| 24 ottobre | Nyrstar Port Pirie Tennis International 2011 Port Pirie, Australia Cemento $25 000 Singolare – Doppio              | Olivia Rogowska 6–3, 6–2                                                                          | Bojana Bobusic                                  | Erika Sema Isabella Holland                    | Monique Adamczak Emily Webley-Smith Daniella Dominikovic Tang Hao Chen               |
| 24 ottobre | Nyrstar Port Pirie Tennis International 2011 Port Pirie, Australia Cemento $25 000 Singolare – Doppio              | Isabella Holland Sally Peers w/o                                                                  | Bojana Bobusic Monique Adamczak                 | Erika Sema Isabella Holland                    | Monique Adamczak Emily Webley-Smith Daniella Dominikovic Tang Hao Chen               |
| 24 ottobre | ITF Women's Circuit Bogotá 2011 Bogotà, Colombia Terra rossa $10 000 Singolare – Doppio                            | Patricia Ku Flores 6(6)–7, 7–5, 6–3                                                               | Cecilia Costa Melgar                            | Karen Castiblanco Ingrid Vargas Calvo          | Libby Muma Lenka Broošová Gabriela Coglitore Katherine Miranda Chang                 |
| 24 ottobre | ITF Women's Circuit Bogotá 2011 Bogotà, Colombia Terra rossa $10 000 Singolare – Doppio                            | Patricia Ku Flores Katherine Miranda Chang 6–4, 7–5                                               | Cecilia Costa Melgar Belen Luduena              | Karen Castiblanco Ingrid Vargas Calvo          | Libby Muma Lenka Broošová Gabriela Coglitore Katherine Miranda Chang                 |
| 24 ottobre | ITF Women's Circuit Goiania 2 2011 Goiânia, Brasile Terra rossa $10 000 Singolare – Doppio                         | Beatriz Haddad Maia 6–2, 6–0                                                                      | Bárbara Luz                                     | Paula Cristina Gonçalves Carla Lucero          | Carolina Zeballos Gabriela Cé Julianna Bacelar Karina Venditti                       |
| 24 ottobre | ITF Women's Circuit Goiania 2 2011 Goiânia, Brasile Terra rossa $10 000 Singolare – Doppio                         | Paula Cristina Gonçalves Beatriz Haddad Maia 6–4, 5–7, [12–10]                                    | Flávia Dechandt Araújo Karina Venditti          | Paula Cristina Gonçalves Carla Lucero          | Carolina Zeballos Gabriela Cé Julianna Bacelar Karina Venditti                       |
| 31 ottobre | OEC Taipei Ladies Open 2011 Taipei, Taiwan Cemento $100 000+H Singolare – Doppio                                   | Ayumi Morita 6–2, 6–2                                                                             | Kimiko Date Krumm                               | Chang Kai-chen Ol'ga Govorcova                 | Jaroslava Švedova Misaki Doi Jill Craybas Karolína Plíšková                          |
| 31 ottobre | OEC Taipei Ladies Open 2011 Taipei, Taiwan Cemento $100 000+H Singolare – Doppio                                   | Chan Yung-jan Zheng Jie 7–6(5), 5–7, [10–5]                                                       | Karolína Plíšková Kristýna Plíšková             | Chang Kai-chen Ol'ga Govorcova                 | Jaroslava Švedova Misaki Doi Jill Craybas Karolína Plíšková                          |
| 31 ottobre | Open GDF SUEZ Nantes Atlantique 2011 Nantes, Francia Cemento $50 000+H Singolare – Doppio                          | Alison Riske 6–1, 6–4                                                                             | Iryna Brémond                                   | Alizé Cornet Claire Feuerstein                 | Arantxa Parra Santonja Valerija Savinych Stéphanie Foretz Gacon Heather Watson       |
| 31 ottobre | Open GDF SUEZ Nantes Atlantique 2011 Nantes, Francia Cemento $50 000+H Singolare – Doppio                          | Stéphanie Foretz Gacon Kristina Mladenovic 6–0, 6–4                                               | Julie Coin Eva Hrdinová                         | Alizé Cornet Claire Feuerstein                 | Arantxa Parra Santonja Valerija Savinych Stéphanie Foretz Gacon Heather Watson       |
| 31 ottobre | ITF Bueschl Open 2011 Ismaning, Germania Sintetico $50 000+H Singolare – Doppio                                    | Anne Keothavong 6–3, 1–6, 6–2                                                                     | Yvonne Meusburger                               | Kiki Bertens Dinah Pfizenmaier                 | Naomi Broady Tatjana Maria Annika Beck Eva Birnerová                                 |
| 31 ottobre | ITF Bueschl Open 2011 Ismaning, Germania Sintetico $50 000+H Singolare – Doppio                                    | Kiki Bertens Anne Keothavong 6–3, 6–3                                                             | Kristina Barrois Yvonne Meusburger              | Kiki Bertens Dinah Pfizenmaier                 | Naomi Broady Tatjana Maria Annika Beck Eva Birnerová                                 |
| 31 ottobre | Grapevine Women's Tennis Classic 2011 Grapevine, USA Cemento $50 000 Singolare – Doppio                            | Kurumi Nara 1–6, 6–0, 6–3                                                                         | Sesil Karatančeva                               | Ajla Tomljanović Madison Brengle               | Romina Oprandi Zhang Shuai Gail Brodsky Chichi Scholl                                |
| 31 ottobre | Grapevine Women's Tennis Classic 2011 Grapevine, USA Cemento $50 000 Singolare – Doppio                            | Jamie Hampton Zhang Shuai 6–4, 6–0                                                                | Lindsay Lee-Waters Megan Moulton-Levy           | Ajla Tomljanović Madison Brengle               | Romina Oprandi Zhang Shuai Gail Brodsky Chichi Scholl                                |
| 31 ottobre | Republican Girls 2011 Istanbul, Turchia Cemento $25 000 Singolare – Doppio                                         | Lesja Curenko 6–1, 7–5                                                                            | Irina Chromačëva                                | Marta Sirotkina Maria João Koehler             | Doroteja Erić Isabella Šinikova Sofia Shapatava Ana Vrljić                           |
| 31 ottobre | Republican Girls 2011 Istanbul, Turchia Cemento $25 000 Singolare – Doppio                                         | Ljudmyla Kičenok Nadežda Kičenok 4–6, 6–1, [10–7]                                                 | Mervana Jugić-Salkić Ana Vrljić                 | Marta Sirotkina Maria João Koehler             | Doroteja Erić Isabella Šinikova Sofia Shapatava Ana Vrljić                           |
| 31 ottobre | MTB Bank 2011 Minsk, Bielorussia Sintetico $10 000 Singolare – Doppio                                              | Ol'ga Jančuk 6–3, 4–6, 6–4                                                                        | Julia Valetova                                  | Darya Lebesheva Tatiana Kotelnikova            | Lіdzіja Marozava Sviatlana Pirazhenka Ol'ga Dorošina Polina Monova                   |
| 31 ottobre | MTB Bank 2011 Minsk, Bielorussia Sintetico $10 000 Singolare – Doppio                                              | Polina Monova Anna Smolina 6–3, 6–4                                                               | Ol'ga Jančuk Lіdzіja Marozava                   | Darya Lebesheva Tatiana Kotelnikova            | Lіdzіja Marozava Sviatlana Pirazhenka Ol'ga Dorošina Polina Monova                   |
| 31 ottobre | AEGON Pro Series Sunderland 2011 Sunderland, Gran Bretagna Cemento $10 000 Singolare – Doppio                      | Alison van Uytvanck 6–4, 6–1                                                                      | Tara Moore                                      | Myrtille Georges Martina Borecká               | Alicia Barnett Anna Fitzpatrick Clelia Melena Lou Brouleau                           |
| 31 ottobre | AEGON Pro Series Sunderland 2011 Sunderland, Gran Bretagna Cemento $10 000 Singolare – Doppio                      | Eva Wacanno Caitlin Whoriskey 6–2, 4–6, [10–8]                                                    | Martina Borecká Petra Krejsová                  | Myrtille Georges Martina Borecká               | Alicia Barnett Anna Fitzpatrick Clelia Melena Lou Brouleau                           |
| 31 ottobre | Stockholm Ladies 2011 Stoccolma, Svezia Cemento $10 000 Singolare – Doppio                                         | Antonia Lottner 4–6, 6–4, 7–5                                                                     | Quirine Lemoine                                 | Alice Moroni Julia Kimmelmann                  | Eleanor Dean Amy Bowtell Valeria Osadchenko Sylwia Zagórska                          |
| 31 ottobre | Stockholm Ladies 2011 Stoccolma, Svezia Cemento $10 000 Singolare – Doppio                                         | Ghislaine van Baal Lisanne van Riet 6–2, 6(5)–7, [10–7]                                           | Karen Barbat Julia Kimmelmann                   | Alice Moroni Julia Kimmelmann                  | Eleanor Dean Amy Bowtell Valeria Osadchenko Sylwia Zagórska                          |
| 31 ottobre | GD Tennis Cup 24 2011 Antalya, Turchia Terra rossa $10 000 Singolare – Doppio                                      | Jovana Jakšić 6–4, 6–2                                                                            | Ganna Poznikhirenko                             | Laura-Ioana Andrei Franziska Etzel             | Bernice van de Velde Nadya Kolb Natela Dzalamidze Ekaterine Gorgodze                 |
| 31 ottobre | GD Tennis Cup 24 2011 Antalya, Turchia Terra rossa $10 000 Singolare – Doppio                                      | Vaszilisza Bulgakova Martina Kubicíková 7–6(3), 2–6, [12–10]                                      | Laura-Ioana Andrei Raluca Elena Platon          | Laura-Ioana Andrei Franziska Etzel             | Bernice van de Velde Nadya Kolb Natela Dzalamidze Ekaterine Gorgodze                 |
| 31 ottobre | ITF Women's Circuit Kuching 2011 Kuching, Malaysia Cemento $10 000 Singolare – Doppio                              | Luksika Kumkhum 7–6(3), 6–3                                                                       | Nungnadda Wannasuk                              | Cai Xiwei Lu Jiajing                           | Napatsakorn Sankaew Grace Sari Ysidora Zhu Ai Wen Lu Jia Xiang                       |
| 31 ottobre | ITF Women's Circuit Kuching 2011 Kuching, Malaysia Cemento $10 000 Singolare – Doppio                              | Luksika Kumkhum Nungnadda Wannasuk 6–4, 6–3                                                       | Lu Jia Xiang Lu Jiajing                         | Cai Xiwei Lu Jiajing                           | Napatsakorn Sankaew Grace Sari Ysidora Zhu Ai Wen Lu Jia Xiang                       |
| 31 ottobre | ITF Women's Circuit Asuncion 2011 Asunción, Paraguay Terra rossa $10 000 Singolare – Doppio                        | Romana Tabaková 5–7, 7–6(7), 7–5                                                                  | María Irigoyen                                  | Mailen Auroux Victoria Bosio                   | Jordana Lujan Francesca Rescaldani Ornella Caron Montserrat González                 |
| 31 ottobre | ITF Women's Circuit Asuncion 2011 Asunción, Paraguay Terra rossa $10 000 Singolare – Doppio                        | Mailen Auroux María Irigoyen 6–3, 4–6, [10–5]                                                     | Tatiana Búa Luciana Sarmenti                    | Mailen Auroux Victoria Bosio                   | Jordana Lujan Francesca Rescaldani Ornella Caron Montserrat González                 |
| 31 ottobre | Jamaica Women's ITF Pro Series 3 2011 Montego Bay, Giamaica Cemento $10 000 Singolare – Doppio                     | Tereza Hladíková 6–3, 7–5                                                                         | Kelsey Laurente                                 | Noelle Hickey Ximena Hermoso                   | Ana Sofía Sánchez Michaela Boev Elizabeth Ferris Zuzana Zlochová                     |
| 31 ottobre | Jamaica Women's ITF Pro Series 3 2011 Montego Bay, Giamaica Cemento $10 000 Singolare – Doppio                     | Chalena Scholl Zuzana Zlochová 6–2, 6–2                                                           | Federica Grazioso Kateřina Kramperová           | Noelle Hickey Ximena Hermoso                   | Ana Sofía Sánchez Michaela Boev Elizabeth Ferris Zuzana Zlochová                     |
| 31 ottobre | City of Mount Gambier Blue Lake Women's Classic 2011 Mount Gambier, Australia Cemento $25 000 Singolare – Doppio   | Bojana Bobusic 6–3, 6–2                                                                           | Han Sung-hee                                    | Sally Peers Isabella Holland                   | Erika Sema Arina Rodionova Sacha Jones Melanie South                                 |
| 31 ottobre | City of Mount Gambier Blue Lake Women's Classic 2011 Mount Gambier, Australia Cemento $25 000 Singolare – Doppio   | Stephanie Bengson Tyra Calderwood w/o                                                             | Isabella Holland Sally Peers                    | Sally Peers Isabella Holland                   | Erika Sema Arina Rodionova Sacha Jones Melanie South                                 |
| 31 ottobre | Torneo Future Femenino Copa Babolat 2011 Bogotà, Colombia Terra rossa $10 000 Singolare – Doppio                   | Yuliana Lizarazo 4–6, 7–5, 6–4                                                                    | Karen Castiblanco                               | Lenka Broošová María Paulina Pérez García      | Katherine Miranda Chang Patricia Ku Flores Cecilia Costa Melgar Martina Frantová     |
| 31 ottobre | Torneo Future Femenino Copa Babolat 2011 Bogotà, Colombia Terra rossa $10 000 Singolare – Doppio                   | Martina Frantová Libby Muma 7–5, 6–1                                                              | Lenka Broošová Kyra Wojcik                      | Lenka Broošová María Paulina Pérez García      | Katherine Miranda Chang Patricia Ku Flores Cecilia Costa Melgar Martina Frantová     |
| 31 ottobre | Tevlin Women's Challenger 2011 Toronto, Canada Cemento $50 000 Singolare – Doppio                                  | Amra Sadiković 6–4, 6–2                                                                           | Gabriela Dabrowski                              | Petra Rampre Tímea Babos                       | Andreja Klepač Alexandra Mueller Eugenie Bouchard Mandy Minella                      |
| 31 ottobre | Tevlin Women's Challenger 2011 Toronto, Canada Cemento $50 000 Singolare – Doppio                                  | Gabriela Dabrowski Marie-Ève Pelletier 7–5, 6(5)–7, [10–4]                                        | Tímea Babos Jessica Pegula                      | Petra Rampre Tímea Babos                       | Andreja Klepač Alexandra Mueller Eugenie Bouchard Mandy Minella                      |

## Novembre
| Settimana   | Torneo                                                                                                   | Vincitori                                                 | Finalisti                                        | Semifinalisti                               | Eliminati ai quarti                                                              |
| ----------- | --- | --------------------------------------------------------- | ------------------------------------------------ | ------------------------------------------- | -------------------------------------------------------------------------------- |
| 7 novembre  | Goldwater Women's Tennis Classic 2011 Phoenix, USA Cemento $75 000 Singolare – Doppio                    | Sesil Karatančeva 6–1, 7–5                                | Michelle Larcher de Brito                        | Mandy Minella Madison Keys                  | Ol'ga Pučkova Petra Rampre Grace Min Mónica Puig                                 |
| 7 novembre  | Goldwater Women's Tennis Classic 2011 Phoenix, USA Cemento $75 000 Singolare – Doppio                    | Jamie Hampton Ajla Tomljanović 3–6, 6–3, [10–6]           | Maria Sánchez Yasmin Schnack                     | Mandy Minella Madison Keys                  | Ol'ga Pučkova Petra Rampre Grace Min Mónica Puig                                 |
| 7 novembre  | Hart Open 2011 Opole, Polonia Sintetico $25 000 Singolare – Doppio                                       | Ana Vrljić 6–3, 2–6, 7–6(4)                               | Paula Kania                                      | Magda Linette Sandra Záhlavová              | Polina Pechova Kristína Kučová Tetjana Arefyeva Naomi Broady                     |
| 7 novembre  | Hart Open 2011 Opole, Polonia Sintetico $25 000 Singolare – Doppio                                       | Naomi Broady Kristina Mladenovic 7–6(5), 6–4              | Paula Kania Magda Linette                        | Magda Linette Sandra Záhlavová              | Polina Pechova Kristína Kučová Tetjana Arefyeva Naomi Broady                     |
| 7 novembre  | GB Pro-Series Loughborough 2011 Loughborough, Gran Bretagna Cemento $10 000 Singolare – Doppio           | Tara Moore 7–6(5), 5–7, 6–4                               | Myrtille Georges                                 | Amy Bowtell Martina Borecká                 | Lou Brouleau Lucy Brown Anaève Pain Elixane Lechemia                             |
| 7 novembre  | GB Pro-Series Loughborough 2011 Loughborough, Gran Bretagna Cemento $10 000 Singolare – Doppio           | Tara Moore Francesca Stephenson 3–6, 6–2, [10–3]          | Malou Ejdesgaard Amanda Elliott                  | Amy Bowtell Martina Borecká                 | Lou Brouleau Lucy Brown Anaève Pain Elixane Lechemia                             |
| 7 novembre  | GD Tennis Cup 25 2011 Antalya, Turchia Terra rossa $10 000 Singolare – Doppio                            | Natalija Kostić 6–4, 2–6, 6–2                             | Laura-Ioana Andrei                               | Nicola Geuer Evelyn Mayr                    | Vaszilisza Bulgakova Franziska Etzel Raluca Elena Platon Ganna Poznikhirenko     |
| 7 novembre  | GD Tennis Cup 25 2011 Antalya, Turchia Terra rossa $10 000 Singolare – Doppio                            | Laura-Ioana Andrei Raluca Elena Platon 6–4, 6–1           | Vaszilisza Bulgakova Elena Kulikova              | Nicola Geuer Evelyn Mayr                    | Vaszilisza Bulgakova Franziska Etzel Raluca Elena Platon Ganna Poznikhirenko     |
| 7 novembre  | Smart ITF Women's Circuit 2011 Manila, Filippine Cemento $10 000 Singolare – Doppio                      | Peangtarn Pliphuech 6–3, 6–3                              | Lu Jia Xiang                                     | Luksika Kumkhum Katharina Lehnert           | Rishika Sunkara Kim Hae-sung Sylvia Krywacz Lu Jiajing                           |
| 7 novembre  | Smart ITF Women's Circuit 2011 Manila, Filippine Cemento $10 000 Singolare – Doppio                      | Luksika Kumkhum Peangtarn Pliphuech 6–3, 6–0              | Zhao Yijing Zheng Junyi                          | Luksika Kumkhum Katharina Lehnert           | Rishika Sunkara Kim Hae-sung Sylvia Krywacz Lu Jiajing                           |
| 7 novembre  | Jamaica Women's ITF Pro Series 4 2011 Montego Bay, Giamaica Cemento $10 000 Singolare – Doppio           | Chalena Scholl 6–2, 6–2                                   | Kateřina Kramperová                              | Elizabeth Ferris Isabela Rapisarda-Calvo    | Ximena Hermoso Yolande Leacock Ana Sofía Sánchez Michaela Boev                   |
| 7 novembre  | Jamaica Women's ITF Pro Series 4 2011 Montego Bay, Giamaica Cemento $10 000 Singolare – Doppio           | Kelsey Laurente Chanelle van Nguyen 6–2, 6–4              | Elizabeth Ferris Chalena Scholl                  | Elizabeth Ferris Isabela Rapisarda-Calvo    | Ximena Hermoso Yolande Leacock Ana Sofía Sánchez Michaela Boev                   |
| 7 novembre  | Internacional Femenino Copa Club El Rodeo 2011 Medellín, Colombia Terra rossa $10 000 Singolare – Doppio | Lenka Broošová 6–3, 6–2                                   | Nadia Echeverria Alam                            | Katherine Miranda Chang Ingrid Vargas Calvo | Belén Ludueña Deborah Suárez Nicole Martínez Martina Frantová                    |
| 7 novembre  | Internacional Femenino Copa Club El Rodeo 2011 Medellín, Colombia Terra rossa $10 000 Singolare – Doppio | Patricia Ku Flores Katherine Miranda Chang 6–4, 7–6(4)    | Martina Frantová Libby Muma                      | Katherine Miranda Chang Ingrid Vargas Calvo | Belén Ludueña Deborah Suárez Nicole Martínez Martina Frantová                    |
| 7 novembre  | ITF Women's Circuit Asuncion 2 2011 Asunción, Paraguay Terra rossa $10 000 Singolare – Doppio            | Romana Tabaková 6(4)–7, 6–4, 6–4                          | Tina Schiechtl                                   | Beatriz Haddad Maia Mailen Auroux           | Ulrikke Eikeri Csilla Argyelán Vanesa Furlanetto Karolina Nowak                  |
| 7 novembre  | ITF Women's Circuit Asuncion 2 2011 Asunción, Paraguay Terra rossa $10 000 Singolare – Doppio            | Mailen Auroux María Irigoyen 6–1, 2–6, [10–5]             | Ulrikke Eikeri Andrea Gámiz                      | Beatriz Haddad Maia Mailen Auroux           | Ulrikke Eikeri Csilla Argyelán Vanesa Furlanetto Karolina Nowak                  |
| 7 novembre  | Aberto da Bahia 2011 Salvador, Brasile Cemento $10 000 Singolare – Doppio                                | Domenica González 3–6, 6–3, 6–2                           | Gabriela Cé                                      | Julianna Bacelar Carla Forte                | Karina Venditti Eduarda Piai Sabrina Dos Reis Bárbara Luz                        |
| 7 novembre  | Aberto da Bahia 2011 Salvador, Brasile Cemento $10 000 Singolare – Doppio                                | Marcela Bueno Flávia Guimarães Bueno 7–6(2), 3–1, rit.    | Bárbara Luz Karina Venditti                      | Julianna Bacelar Carla Forte                | Karina Venditti Eduarda Piai Sabrina Dos Reis Bárbara Luz                        |
| 7 novembre  | ITF Women's Circuit Monastir 2011 Monastir, Tunisia Cemento $10 000 Singolare – Doppio                   | Viktorija Tomova 3–1, rit.                                | Klaudia Boczová                                  | Estelle Guisard Nicole Melichar             | Alina Wessel Giulia Pasini Saška Gavrilovska Margarita Lazareva                  |
| 7 novembre  | ITF Women's Circuit Monastir 2011 Monastir, Tunisia Cemento $10 000 Singolare – Doppio                   | Anita Husarić Viktorija Tomova 6–3, 5–7, [10–5]           | Anastasija Charčenko Nicole Melichar             | Estelle Guisard Nicole Melichar             | Alina Wessel Giulia Pasini Saška Gavrilovska Margarita Lazareva                  |
| 7 novembre  | Femenino Ciudad de Benicarló 2011 Benicarló, Spagna Terra rossa $25 000 Singolare – Doppio               | Garbiñe Muguruza Blanco 7–6(3), 6(4)–7, 6–3               | Elica Kostova                                    | Lara Arruabarrena-Vecino Anna Floris        | Leticia Costas Moreira Inés Ferrer Suárez Annalisa Bona Bianca Botto             |
| 7 novembre  | Femenino Ciudad de Benicarló 2011 Benicarló, Spagna Terra rossa $25 000 Singolare – Doppio               | Inés Ferrer Suárez Richèl Hogenkamp 7–6(6), 6–4           | Ekaterina Ivanova Aleksandrina Najdenova         | Lara Arruabarrena-Vecino Anna Floris        | Leticia Costas Moreira Inés Ferrer Suárez Annalisa Bona Bianca Botto             |
| 14 novembre | Slovak Open 2011 Bratislava, Slovacchia Cemento $25 000 Singolare – Doppio                               | Lesja Curenko 7–5, 6–3                                    | Karolína Plíšková                                | Lenka Juríková Tímea Babos                  | Julia Glushko Richèl Hogenkamp Dar'ja Gavrilova Ljudmyla Kičenok                 |
| 14 novembre | Slovak Open 2011 Bratislava, Slovacchia Cemento $25 000 Singolare – Doppio                               | Naomi Broady Kristina Mladenovic 5–7, 6–4, [10–2]         | Karolína Plíšková Kristýna Plíšková              | Lenka Juríková Tímea Babos                  | Julia Glushko Richèl Hogenkamp Dar'ja Gavrilova Ljudmyla Kičenok                 |
| 14 novembre | Latrobe City Tennis International 2011 Traralgon, Australia Cemento $25 000 Singolare – Doppio           | Casey Dellacqua 7–5, 7–6(6)                               | Sacha Jones                                      | Isabella Holland Olivia Rogowska            | Monique Adamczak Anna Fitzpatrick Viktorija Rajicic Samantha Murray              |
| 14 novembre | Latrobe City Tennis International 2011 Traralgon, Australia Cemento $25 000 Singolare – Doppio           | Stephanie Bengson Tyra Calderwood 6(2)–7, 6–1, [10–8]     | Monique Adamczak Bojana Bobusic                  | Isabella Holland Olivia Rogowska            | Monique Adamczak Anna Fitzpatrick Viktorija Rajicic Samantha Murray              |
| 14 novembre | Copa Itaú 2011 Asunción, Paraguay Terra rossa $25 000 Singolare – Doppio                                 | Romana Tabaková 6–1, 6–0                                  | Florencia Molinero                               | Tereza Mrdeža Verónica Cepede Royg          | Julia Cohen Teliana Pereira Vanesa Furlanetto María Irigoyen                     |
| 14 novembre | Copa Itaú 2011 Asunción, Paraguay Terra rossa $25 000 Singolare – Doppio                                 | Julia Cohen Tereza Mrdeža 6–3, 2–6, [10–5]                | Mailen Auroux María Irigoyen                     | Tereza Mrdeža Verónica Cepede Royg          | Julia Cohen Teliana Pereira Vanesa Furlanetto María Irigoyen                     |
| 14 novembre | Open Feminin 50 2011 Équerdreville, Francia Cemento $10 000 Singolare – Doppio                           | Maryna Zanev'ska 6–4, 6–2                                 | Anna-Lena Friedsam                               | Sofia Shapatava Alison van Uytvanck         | Josepha Adam Elyne Boeykens Patrycja Sanduska Nicolette van Uitert               |
| 14 novembre | Open Feminin 50 2011 Équerdreville, Francia Cemento $10 000 Singolare – Doppio                           | Elyna Boeykens Eva Wacanno 6–4, 6–4                       | Elixane Lechémia Silvia Njirić                   | Sofia Shapatava Alison van Uytvanck         | Josepha Adam Elyne Boeykens Patrycja Sanduska Nicolette van Uitert               |
| 14 novembre | ITF Women's Circuit Concepción 2011 Concepción, Cile Terra rossa $10 000 Singolare – Doppio              | Fernanda Brito 6–3, 6–4                                   | Carla Lucero                                     | Macarena Olivares López Camila Silva        | Mariajosé Cardona Nadia Podoroska Gabriela Coglitore Carla Bruzzesi Avella       |
| 14 novembre | ITF Women's Circuit Concepción 2011 Concepción, Cile Terra rossa $10 000 Singolare – Doppio              | Alina Mikheeva Candelaria Sedano-Acosta 3–6, 6–4, [10–3]  | Carla Lucero Guadalupe Pérez Rojas               | Macarena Olivares López Camila Silva        | Mariajosé Cardona Nadia Podoroska Gabriela Coglitore Carla Bruzzesi Avella       |
| 14 novembre | Smart ITF Women's Circuit 2 2011 Manila, Filippine Cemento $10 000 Singolare – Doppio                    | Luksika Kumkhum 4–6, 6–4, 6–2                             | Zhao Yijing                                      | Yurina Koshino Guo Lu                       | Chan Wing-yau Juan Ting-fei Wen Xin Yang Zi                                      |
| 14 novembre | Smart ITF Women's Circuit 2 2011 Manila, Filippine Cemento $10 000 Singolare – Doppio                    | Napatsakorn Sankaew Varunya Wongteanchai 6–1, 3–6, [10–6] | Luksika Kumkhum Peangtarn Pliphuech              | Yurina Koshino Guo Lu                       | Chan Wing-yau Juan Ting-fei Wen Xin Yang Zi                                      |
| 14 novembre | ITF Women's Circuit Monastir 2 2011 Monastir, Tunisia Cemento $10 000 Singolare – Doppio                 | Estelle Guisard 6–3, 6–2                                  | Anastasia Kharchenko                             | Saška Gavrilovska Marina Caregaro           | Ekaterina Jašina Fatma Al-Nabhani Nour Abbes Jessica Ginier                      |
| 14 novembre | ITF Women's Circuit Monastir 2 2011 Monastir, Tunisia Cemento $10 000 Singolare – Doppio                 | Margarita Lazareva Ekaterina Jašina 6–3, 6–2              | Saška Gavrilovska Andjela Novcic                 | Saška Gavrilovska Marina Caregaro           | Ekaterina Jašina Fatma Al-Nabhani Nour Abbes Jessica Ginier                      |
| 14 novembre | ITF Ciudad de Vinaros 2011 Vinaròs, Spagna Terra rossa $10 000 Singolare – Doppio                        | Anastasia Grymalska w/o                                   | Bianca Botto                                     | María-Teresa Torró-Flor Nanuli Pipiya       | Valeria Patiuk Arabela Fernández Rabener Carolina Pillot Ivonne Cavallé-Reimers  |
| 14 novembre | ITF Ciudad de Vinaros 2011 Vinaròs, Spagna Terra rossa $10 000 Singolare – Doppio                        | Anastasia Grymalska Evgenija Paškova 6–3, 6–1             | Amanda Carreras Carolina Prats-Millán            | María-Teresa Torró-Flor Nanuli Pipiya       | Valeria Patiuk Arabela Fernández Rabener Carolina Pillot Ivonne Cavallé-Reimers  |
| 21 novembre | Toyota Challenger 2011 Toyota, Giappone Sintetico $75 000+H Singolare – Doppio                           | Tamarine Tanasugarn 6–2, 7–5                              | Kimiko Date Krumm                                | Michaëlla Krajicek Chan Yung-jan            | Nudnida Luangnam Tadeja Majerič Zuzana Luknárová Misaki Doi                      |
| 21 novembre | Toyota Challenger 2011 Toyota, Giappone Sintetico $75 000+H Singolare – Doppio                           | Makoto Ninomiya Riko Sawayanagi w/o                       | Caroline Garcia Michaëlla Krajicek               | Michaëlla Krajicek Chan Yung-jan            | Nudnida Luangnam Tadeja Majerič Zuzana Luknárová Misaki Doi                      |
| 21 novembre | William Loud Bendigo International 2011 Bendigo, Australia Cemento $25 000 Singolare – Doppio            | Casey Dellacqua 6–2, 6–2                                  | Isabella Holland                                 | Misa Eguchi Olivia Rogowska                 | Zhao Di Sacha Jones Samantha Murray Chiaki Okadaue                               |
| 21 novembre | William Loud Bendigo International 2011 Bendigo, Australia Cemento $25 000 Singolare – Doppio            | Stephanie Bengson Tyra Calderwood 2–6, 6–1, [10–5]        | Samantha Murray Storm Sanders                    | Misa Eguchi Olivia Rogowska                 | Zhao Di Sacha Jones Samantha Murray Chiaki Okadaue                               |
| 21 novembre | ITF Women's Circuit Rancagua 2011 Rancagua, Cile Terra rossa $10 000 Singolare – Doppio                  | Tina Schiechtl 6–3, 3–6, 6–0                              | Natasha Fourouclas                               | Camila Silva Cecilia Costa Melgar           | Daniela Seguel Karolina Nowak Ofri Lankri Carla Forte                            |
| 21 novembre | ITF Women's Circuit Rancagua 2011 Rancagua, Cile Terra rossa $10 000 Singolare – Doppio                  | Belén Ludueña Daniela Seguel 6–4, 4–6, [10–5]             | Carla Forte Flávia Guimarães Bueno               | Camila Silva Cecilia Costa Melgar           | Daniela Seguel Karolina Nowak Ofri Lankri Carla Forte                            |
| 21 novembre | Torneo Internacional Ciudad de Vall de Uxò 2011 Vallduxo, Spagna Terra rossa $10 000 Singolare – Doppio  | Dar'ja Sal'nikova 5–7, 6–2, 6–1                           | Pilar Domínguez-López                            | Ivonne Cavallé-Reimers Nanuli Pipiya        | Rocío de la Torre-Sánchez Miriam Civera Lima Viktorija Golubic Patrycja Sanduska |
| 21 novembre | Torneo Internacional Ciudad de Vall de Uxò 2011 Vallduxo, Spagna Terra rossa $10 000 Singolare – Doppio  | Viktorija Golubic Magdalena Kiszczynska 7–5, 3–6, [10–8]  | Ivonne Cavallé-Reimers Arabela Fernández Rabener | Ivonne Cavallé-Reimers Nanuli Pipiya        | Rocío de la Torre-Sánchez Miriam Civera Lima Viktorija Golubic Patrycja Sanduska |
| 21 novembre | GD Tennis Cup 28 2011 Antalya, Turchia Terra rossa $10 000 Singolare – Doppio                            | Daniëlle Harmsen 6–1, 6–2                                 | Julija Parasjuk                                  | Hülya Esen Diana Enache                     | Nadya Kolb Martina Gledacheva Ekaterine Gorgodze Nicolette van Uitert            |
| 21 novembre | GD Tennis Cup 28 2011 Antalya, Turchia Terra rossa $10 000 Singolare – Doppio                            | Diana Enache Daniëlle Harmsen 6–1, 6–3                    | Dalila Jakupovič Sarah-Rebecca Sekulic           | Hülya Esen Diana Enache                     | Nadya Kolb Martina Gledacheva Ekaterine Gorgodze Nicolette van Uitert            |
| 21 novembre | OrtoLääkärit Open 2011 Helsinki, Finlandia Cemento $25 000 Singolare – Doppio                            | Tímea Babos 6–3, 6–1                                      | Jana Čepelová                                    | Kaia Kanepi Annika Beck                     | Dar'ja Gavrilova Aleksandra Artamonova Ana Vrljić Amra Sadiković                 |
| 21 novembre | OrtoLääkärit Open 2011 Helsinki, Finlandia Cemento $25 000 Singolare – Doppio                            | Janette Husárová Emma Laine 5–7, 7–5, [11–9]              | Tímea Babos Iryna Burjačok                       | Kaia Kanepi Annika Beck                     | Dar'ja Gavrilova Aleksandra Artamonova Ana Vrljić Amra Sadiković                 |
| 21 novembre | ITF Women's La Marsa 2011 La Marsa, Tunisia Terra rossa $10 000 Singolare – Doppio                       | Anastasia Grymalska 7–5, 2–6, 6–3                         | Martina Caregaro                                 | Anastasia Kharchenko Estelle Guisard        | Alice Tisset Sonia Daggou Diana Isaeva Agnese Zucchini                           |
| 21 novembre | ITF Women's La Marsa 2011 La Marsa, Tunisia Terra rossa $10 000 Singolare – Doppio                       | Désirée Bastianon Steffi Distelmans 7–5, 6–2              | Diana Isaeva Margarita Lazareva                  | Anastasia Kharchenko Estelle Guisard        | Alice Tisset Sonia Daggou Diana Isaeva Agnese Zucchini                           |
| 28 novembre | Vitality Trophy 2011 Vendryně, Repubblica Ceca Cemento $25 000 Singolare – Doppio                        | Amra Sadiković 5–7, 6–1, 7–6(5)                           | Karolína Plíšková                                | Yulia Bejgel'zymer Jesika Malecková         | Elica Kostova Kristýna Plíšková Nastassja Burnett Michaela Honcová               |
| 28 novembre | Vitality Trophy 2011 Vendryně, Repubblica Ceca Cemento $25 000 Singolare – Doppio                        | Michaela Honcová Zuzana Luknárová 7–5, 6–4                | Iveta Gerlová Lucie Kriegsmannová                | Yulia Bejgel'zymer Jesika Malecková         | Elica Kostova Kristýna Plíšková Nastassja Burnett Michaela Honcová               |
| 28 novembre | GD Tennis Academy 2011 Antalya, Turchia Terra rossa $10 000 Singolare – Doppio                           | Ilona Kramen' 7–6(6), 6(4)–7, 6–1                         | Ksenija Milevskaja                               | Viktorija Kutuzova Anastasia Grymalska      | Nicolette van Uitert Diana Enache Marina Kachar Nadya Kolb                       |
| 28 novembre | GD Tennis Academy 2011 Antalya, Turchia Terra rossa $10 000 Singolare – Doppio                           | Diana Enache Daniëlle Harmsen 7–5, 6–2                    | Elena-Teodora Cadar Ioana Loredana Rosca         | Viktorija Kutuzova Anastasia Grymalska      | Nicolette van Uitert Diana Enache Marina Kachar Nadya Kolb                       |
| 28 novembre | Al Habtoor Tennis Challenge 2011 Dubai, EAU Cemento $75 000 Singolare – Doppio                           | Noppawan Lertcheewakarn 7–5, 6–4                          | Kristina Mladenovic                              | Simona Halep Arantxa Rus                    | Ol'ga Govorcova Regina Kulikova Urszula Radwańska Akgul Amanmuradova             |
| 28 novembre | Al Habtoor Tennis Challenge 2011 Dubai, EAU Cemento $75 000 Singolare – Doppio                           | Nina Bratčikova Darija Jurak 6–4, 3–6, [10–6]             | Akgul Amanmuradova Alexandra Dulgheru            | Simona Halep Arantxa Rus                    | Ol'ga Govorcova Regina Kulikova Urszula Radwańska Akgul Amanmuradova             |
| 28 novembre | AAT Women's Circuit Rosario 2011 Rosario, Argentina Terra rossa $25 000 Singolare – Doppio               | Chanel Simmonds 6–3, 6–4                                  | Julia Cohen                                      | Inés Ferrer Suárez Florencia Molinero       | Ulrikke Eikeri Verónica Cepede Royg María Irigoyen Bianca Botto                  |
| 28 novembre | AAT Women's Circuit Rosario 2011 Rosario, Argentina Terra rossa $25 000 Singolare – Doppio               | Mailen Auroux María Irigoyen 4–6, 6–1, [10–7]             | Inés Ferrer Suárez Richèl Hogenkamp              | Inés Ferrer Suárez Florencia Molinero       | Ulrikke Eikeri Verónica Cepede Royg María Irigoyen Bianca Botto                  |

## Dicembre
| Settimana   | Torneo                                                                                               | Vincitori                                             | Finalisti                                    | Semifinalisti                             | Eliminati ai quarti                                                    |
| ----------- | --- | ----------------------------------------------------- | -------------------------------------------- | ----------------------------------------- | ---------------------------------------------------------------------- |
| 5 dicembre  | GD Tennis Academy 2 2011 Antalya, Turchia Terra rossa $10 000 Singolare – Doppio                     | Viktorija Kutuzova 3–6, 6–1, 6–1                      | Patricia Maria ?ig                           | Anastasija Vasyl'jeva Gioia Barbieri      | Jasmina Tinjić Ilona Kramen' Laura-Ioana Andrei Ekaterine Gorgodze     |
| 5 dicembre  | GD Tennis Academy 2 2011 Antalya, Turchia Terra rossa $10 000 Singolare – Doppio                     | Hülya Esen Lütifiye Esen 6–0, 1–6, [10–7]             | Laura-Ioana Andrei Raluca Elena Platon       | Anastasija Vasyl'jeva Gioia Barbieri      | Jasmina Tinjić Ilona Kramen' Laura-Ioana Andrei Ekaterine Gorgodze     |
| 5 dicembre  | Kolmangal ITF Women's Tournament 2011 Solapur, India Cemento $10 000 Singolare – Doppio              | Anna Škudun 6–3, 4–6, 6–0                             | Deniz Khazaniuk                              | Melis Sezer Tamara Čurović                | Isha Lakhani Lu Jiajing Lee Pei-chi Kyra Shroff                        |
| 5 dicembre  | Kolmangal ITF Women's Tournament 2011 Solapur, India Cemento $10 000 Singolare – Doppio              | Lu Jia Xiang Lu Jiajing 6–0, 7–5                      | Isha Lakhani Sri Peddi Reddy                 | Melis Sezer Tamara Čurović                | Isha Lakhani Lu Jiajing Lee Pei-chi Kyra Shroff                        |
| 5 dicembre  | AAT Women's Circuit Buenos Aires 2011 Buenos Aires, Argentina Terra rossa $25 000 Singolare – Doppio | Julia Cohen 7–5, 6–3                                  | Romana Tabaková                              | Tereza Mrdeža Ulrikke Eikeri              | Inés Ferrer Suárez Roxane Vaisemberg Teliana Pereira Mailen Auroux     |
| 5 dicembre  | AAT Women's Circuit Buenos Aires 2011 Buenos Aires, Argentina Terra rossa $25 000 Singolare – Doppio | Mailen Auroux María Irigoyen 6–1, 6–3                 | Teliana Pereira Vivian Segnini               | Tereza Mrdeža Ulrikke Eikeri              | Inés Ferrer Suárez Roxane Vaisemberg Teliana Pereira Mailen Auroux     |
| 5 dicembre  | Ciudad de Quito 2011 Quito, Ecuador Terra rossa $10 000 Singolare – Doppio                           | Zuzana Zlochová 6–1, 6(4)–7, 6–2                      | Elizabeth Ferris                             | Carla Forte Lenka Broošová                | Ingrid Vargas Calvo Naomi Totka Domenica González Patricia Ku Flores   |
| 5 dicembre  | Ciudad de Quito 2011 Quito, Ecuador Terra rossa $10 000 Singolare – Doppio                           | Veronica Corning Nicole Robinson 6–3, 6–4             | Nadia Abdala Marina Danzini                  | Carla Forte Lenka Broošová                | Ingrid Vargas Calvo Naomi Totka Domenica González Patricia Ku Flores   |
| 12 dicembre | GD Tennis Academy 3 2011 Antalya, Turchia Terra rossa $10 000 Singolare – Doppio                     | Dar'ja Sal'nikova 6–3, 6–1                            | Jasmina Kajtazovic                           | Ilona Kramen' Viktorija Kutuzova          | Ol'ga Dorošina Laura-Ioana Andrei Anastasija Vasyl'jeva Gioia Barbieri |
| 12 dicembre | GD Tennis Academy 3 2011 Antalya, Turchia Terra rossa $10 000 Singolare – Doppio                     | Gioia Barbieri Giulia Pasini 7–6(6), 4–6, [10–5]      | Başak Eraydın Ilona Kramen'                  | Ilona Kramen' Viktorija Kutuzova          | Ol'ga Dorošina Laura-Ioana Andrei Anastasija Vasyl'jeva Gioia Barbieri |
| 12 dicembre | LIC ITF Women's Tennis Championships 2011 Pune, India Cemento $10 000 Singolare – Doppio             | Lu Jiajing 6–3, 6–2                                   | Nicha Lertpitaksinchai                       | Tamara Čurović Peangtarn Pliphuech        | Sachie Ishizu Rishika Sunkara Ksenija Kirillova Anja Prislan           |
| 12 dicembre | LIC ITF Women's Tennis Championships 2011 Pune, India Cemento $10 000 Singolare – Doppio             | Lu Jia Xiang Lu Jiajing 6(6)–7, 6–1, [10–5]           | Tamara Čurović Anna Škudun                   | Tamara Čurović Peangtarn Pliphuech        | Sachie Ishizu Rishika Sunkara Ksenija Kirillova Anja Prislan           |
| 12 dicembre | ITF Djibouti Open 2011 Gibuti, Gibuti Cemento $10 000 Singolare – Doppio                             | Shivika Burman 7–5, 0–6, 6–3                          | Margarita Lazareva                           | Aleksandra Romanova Poojashree Venkatesha | Francesca Sella Nidhi Chilumula Jana Sizikova Gopika Kapoor            |
| 12 dicembre | ITF Djibouti Open 2011 Gibuti, Gibuti Cemento $10 000 Singolare – Doppio                             | Aleksandra Romanova Poojashree Venkatesha 6–1, 6–0    | Diana Isaeva Anna Morgina                    | Aleksandra Romanova Poojashree Venkatesha | Francesca Sella Nidhi Chilumula Jana Sizikova Gopika Kapoor            |
| 12 dicembre | Copa Providencia BCI 2011 Santiago, Cile Terra rossa $25 000 Singolare – Doppio                      | Verónica Cepede Royg 6–0, 1–6, 6–3                    | Mailen Auroux                                | Paula Cristina Gonçalves Romana Tabaková  | Bianca Botto Inés Ferrer Suárez Richèl Hogenkamp María Irigoyen        |
| 12 dicembre | Copa Providencia BCI 2011 Santiago, Cile Terra rossa $25 000 Singolare – Doppio                      | Inés Ferrer Suárez Richèl Hogenkamp 6–4, 3–6, [10–5]  | Mailen Auroux María Irigoyen                 | Paula Cristina Gonçalves Romana Tabaková  | Bianca Botto Inés Ferrer Suárez Richèl Hogenkamp María Irigoyen        |
| 19 dicembre | Ankara Cup 2011 Ankara, Turchia Cemento $50 000 Singolare – Doppio                                   | Kristina Mladenovic 7–5, 5–7, 6–1                     | Valerija Savinych                            | Elina Svitolina Kiki Bertens              | Amra Sadiković Anne Kremer Mihaela Buzărnescu Caroline Garcia          |
| 19 dicembre | Ankara Cup 2011 Ankara, Turchia Cemento $50 000 Singolare – Doppio                                   | Nina Bratčikova Darija Jurak 6–4, 6–2                 | Janette Husárová Katalin Marosi              | Elina Svitolina Kiki Bertens              | Amra Sadiković Anne Kremer Mihaela Buzărnescu Caroline Garcia          |
| 19 dicembre | NECC ITF International Women's Tournament 2011 Pune, India Cemento $25 000 Singolare – Doppio        | Céline Cattaneo 2–6, 7–5, 6–3                         | Anna Škudun                                  | Varatchaya Wongteanchai Melis Sezer       | Rutuja Bhosale Nicha Lertpitaksinchai Tadeja Majerič Juan Ting-fei     |
| 19 dicembre | NECC ITF International Women's Tournament 2011 Pune, India Cemento $25 000 Singolare – Doppio        | Lu Jia Xiang Lu Jiajing 6–1, 6–3                      | Varatchaya Wongteanchai Varunya Wongteanchai | Varatchaya Wongteanchai Melis Sezer       | Rutuja Bhosale Nicha Lertpitaksinchai Tadeja Majerič Juan Ting-fei     |
| 19 dicembre | ITF Djibouti Open 2 2011 Gibuti, Gibuti Cemento $10 000 Singolare – Doppio                           | Aleksandra Romanova 6–3, 6–4                          | Anna Morgina                                 | Jana Sizikova Margarita Lazareva          | Mariana Dražić Shivika Burman Poojashree Venkatesha Diana Isaeva       |
| 19 dicembre | ITF Djibouti Open 2 2011 Gibuti, Gibuti Cemento $10 000 Singolare – Doppio                           | Aleksandra Romanova Poojashree Venkatesha 7–5, 7–6(8) | Diana Isaeva Margarita Lazareva              | Jana Sizikova Margarita Lazareva          | Mariana Dražić Shivika Burman Poojashree Venkatesha Diana Isaeva       |
| 26 dicembre | Siberia Cup 2011 Tjumen', Russia Cemento $50 000 Singolare – Doppio                                  | Julija Putinceva 6–2, 6–4                             | Elina Svitolina                              | Ol'ga Savčuk Polina Pechova               | Dar'ja Gavrilova Veronyka Kapšaj Ljudmyla Kičenok Iryna Burjačok       |
| 26 dicembre | Siberia Cup 2011 Tjumen', Russia Cemento $50 000 Singolare – Doppio                                  | Dar'ja Kustova Ol'ga Savčuk 6–0, 6–2                  | Natela Dzalamidze Margarita Gasparjan        | Ol'ga Savčuk Polina Pechova               | Dar'ja Gavrilova Veronyka Kapšaj Ljudmyla Kičenok Iryna Burjačok       |